# Oban Bay
Oban Bay är en vik i Storbritannien. Den ligger i den nordvästra delen av landet, 600 km nordväst om huvudstaden London.